# Showgirls
Showgirls es una película estadounidense erótica y de drama de 1995, dirigida por Paul Verhoeven. 
Ambientada en Las Vegas, fue para Verhoeven su siguiente proyecto tras el éxito de 1992 Basic Instinct (Instinto básico). Verhoeven había adquirido una posición envidiable en Hollywood gracias a las buenas recaudaciones de sus últimos filmes; no solo Instinto básico, sino también Robocop y Total Recall (Desafío total). Por ello, gozó de inusual libertad y un gran presupuesto para su siguiente proyecto, pensado como mezcla de musical y thriller erótico, en la línea de su película anterior, que había lanzado al estrellato a Sharon Stone. Pero en este caso, Verhoeven incluyó un matiz caricaturesco o grotesco, más europeo que americano, que en parte explica las malas críticas recibidas por el filme. Al igual que el siguiente, Starship Troopers, no fue bien recibido por el público, al utilizar un sentido del humor socarrón y una estética «kitsch» que era deliberada, no resultado de una mala planificación.

## Sinopsis
El filme narra las peripecias de una chica provinciana, Nomi Malone, en Las Vegas, a donde acude con la intención de convertirse en estrella de los shows de los grandes casinos de la ciudad. Se inicia como bailarina erótica en tugurios de medio pelo, y luego, gracias a diversos avatares, va escalando puestos. Conocerá tanto a buenos amigos como a gente depravada, lo que da pie a escenas de subido contenido sexual, si bien el peculiar erotismo del director incluye siempre un sentido grotesco o tosco del sexo, que parece anglosajón pero remite al cine del norte de Europa.
Su antagónica o «enemiga» en el filme es Crystal Connors, estrella a la que Nomi pretende reemplazar. Fue encarnada por Gina Gershon, quien luego insistiría en papeles similares, de mujeres turbias en cuanto a moral y preferencias sexuales. 
En el triángulo amoroso-sexual, el personaje masculino recayó en Kyle MacLachlan, famoso por la serie Twin Peaks.
La película incluía llamativos números coreográficos, al gusto de Las Vegas, gusto que no debería achacarse a Verhoeven sino a la particular realidad de la ciudad, que se reprodujo con fidelidad. La banda sonora incluye un par de canciones compuestas por Dave Stewart (compañero de Annie Lennox en el dúo Eurythmics) pero su tema más recordado es el que suena en la escena de lap dance: "Wasted Time", del grupo My Life with the Thrill Kill Kult.

## Recepción
Showgirls recibió críticas muy duras y fracasó en taquilla inicialmente; habiendo costado unos 45 millones de dólares, su explotación comercial no llegó a 38 millones. Pero de manera sorprendente, alcanzó el estatus de «placer culpable» y se convirtió en un gran éxito en los videoclubes, recaudando 100 millones de dólares por alquiler en formato VHS. Posteriormente, cineastas serios como Jim Jarmusch y Jacques Rivette han elogiado el filme, viendo en él un trasfondo satírico y una crítica social.
La película fue protagonizada por una incipiente Elizabeth Berkley, estrella de televisión (Salvados por la campana) que con este filme arriesgado, tal vez, esperaba irrumpir en el cine con la misma energía que Sharon Stone. Sin embargo, las críticas fueron demoledoras y ella se vio perjudicada, lo que se agravó por sus abundantes escenas de desnudo, justificadas en la trama pero que devaluaban su actuación a los ojos de la crítica. Al menos, la actriz pudo proseguir su carrera con otros papeles, uno de ellos como secundaria a las órdenes de Woody Allen (La maldición del escorpión de jade). También trabajó con papeles breves en Una rubia auténtica de Tom DiCillo y en Un domingo cualquiera de Oliver Stone.

## Reparto
- Elizabeth Berkley como Nomi Malone.
- Kyle MacLachlan como Zack Carey.
- Gina Gershon como Crystal Connors.
- Glenn Plummer como James Smith.
- Robert Davi como Al Torres.
- Gina Ravera como Molly Abrams.
- Patrick Bristow como Marty Jacobsen.
- Rena Riffel como Penny/Hope.
- Alan Rachins como Tony Moss.
- Lin Tucci como Henrietta Bazoom.
- Greg Travis as Phil Newkirk.
- Michelle Johnston como Gay Carpenter.
- Al Ruscio como Sr. Karlman.
- Melissa Williams como Julie.
- Dewey Weber como Jeff.
- William Shockley como Andrew Carver.
- Melinda Songer como Nicky.
- Matt Battaglia como Guardaespaldas.
- Geoff Callan como Borracho en el Cheetah.